# Pei Songzhi
Pei Songzhi (372–451), nombre de cortesía Shiqi, fue un historiador y político que vivió a finales de la dinastía Jin Oriental Jin y de la dinastía Liu Song. Su casa ancestral se encontraba Condado de Wenxi, Shanxi, pero  se movió a la región de Jiangnan más tarde. Es conocido por sus anotaciones en los Registros de los Tres Reinos (Sanguozhi) escritos por Chen Shou en el tercer siglo, añadiendo Pei detalles adicionales que fueron rechazados en el trabajo original. Dos de sus descendientes, Pei Yin (裴駰) y Pei Ziye (裴子野), fueron también historiadores reconocidos.

## Vida
Pei nació en una familia de oficiales que sirvieron en el gobierno de la dinastía Jin Oriental. Su abuelo, Pei Mei (裴昧), sirvió como Consejero de la Casa (光祿大夫) mientras su padre, Pei Gui (裴珪), fue un zheng yuanwailang (正員外郎). Pei comenzó a leer desde su infancia, volviéndose familiar con textos clásicos como Analectas de Confucius y Clásicos de Poesía con tan solo ocho años.
En 391, durante el reinado del Emperador Xiaowu, Pei fue nombrado general de Palacio (殿中將軍)  con 20 años. En 398, durante el reinado del Emperador An, el tío de Pei, Yu Kai (庾楷), (Gobernador de la Provincia de Yu), aliado con Wang Gong (王恭) (Gobernador de las provincias de Yan y Qing), atacaron la capital imperial, Jiankang, pero fueron derrotados. Yu Kai logró huir y se unió al señor de la guerra Huan Xuan, nominando a Pei como administrador de Xinye, pero este consideró los peligros de unirse a su tío y rechazó la oferta. Tiempo después la guerra estalló entre Yu Kai y Huan Xuan, resultando en la muerte del primero.
A principios del quinto siglo, Pei sirvió como Prefecto (縣令) del Condado de Guzhang. Fue llamado de nuevo a la corte imperial y promovido a shangshu ci bu lang (尚書祠部郎; un oficial ceremonial). En 416, la corte Imperial Jin ordenó a Liu Yu, el Duque de Song, para dirigir una campaña contra el estado del Qin Tardío. Pei servía como Registrador (主簿) para cuando fue encomendado para unirse al ejército de Liu Yu. Pei impresionó a Liu Yu y este alabándolo como una persona talentosa acabó nombrándolo como zhizhong congshi shi (治中從事史). Después de que las fuerzas de Liu Yu ocuparan Luoyang, Liu Yu nombró a Pei como xianma (洗馬) para asistir el heredero en el gobierno de su ducado.
Liu Yu usurpó el trono en 420 acabando con la dinastía Jin Oriental. Fundando la dinastía Liu Song pasaría a conocerse históricamente como el "Emperador Wu de Liu Song". Pei aceptó varios cargos en el gobierno de Liu Song, incluyendo Secretario del Interior (內史) de Lingling, Académico Estatal (國子博士) y rongcong puye (冗從僕射). En 426, el sucesor del Emperador Wu,el Emperador Wen, envió oficiales para inspeccionar las provincias del reino. Pei fue encomendado la provincia de Xiangzhou (湘州). Después de regresar de su viaje, Pei redactó 24 cláusulas basadas en sus observaciones. Esto lo promovió a Escritor de Palacio (中書侍郎) y Gran Juez (大中正) de las provincias de Si y Ji, y fue enfeudado como Marqués del Distrito de Xi (西鄉侯).
En sus últimos años, Pei sirvió como el Administrador de Yongjia (永嘉), tongzhi sanqi changshi (通直散騎常侍), y Administrador de Langya del Sur (南琅邪). Pei se retiró del servicio en la edad de 65 en 437. Pero no mucho tiempo después, se le volvió a reclamar en la corte imperial, donde sirvió como Asesor de Consejero (中散大夫), Académico Estatal (國子博士), y Consejero de Palacio (太中大夫). Muriendo por enfermedad con 80 años en 451.

## Trabajos
El emperador Wen de la dinastía Liu Song sentía que los Registros de los Tres Reinos (Sanguozhi), escritos por Chen Shou en el tercer siglo, eran demasiado breves, así que encargó a Pei que realizara anotaciones al texto. Pei recogió información varias fuentes, incluyendo aquellas anteriormente rechazadas por Chen Shou, y las añadió al Sanguozhi, a través de anotaciones y añadiendo su comentario personal. Su comentario, completado en 429, se volvió una parte integral del Sanguozhi, haciendo el texto tres veces mayor que el original. El emperador Wen alabó su trabajo refiriéndose a este como "inmortal".
Aparte de hacer anotaciones al Sanguozhi, Pei también escribió otros libros como el Jin Ji (晉紀; Historia de Jin), Pei Shi Jiazhuan (裴氏家傳; Biografía de la Familia Pei), y Ji Zhu Sang Fu Jing Zhuan (集注喪服經傳).